# Rathausplatz (Maribor)

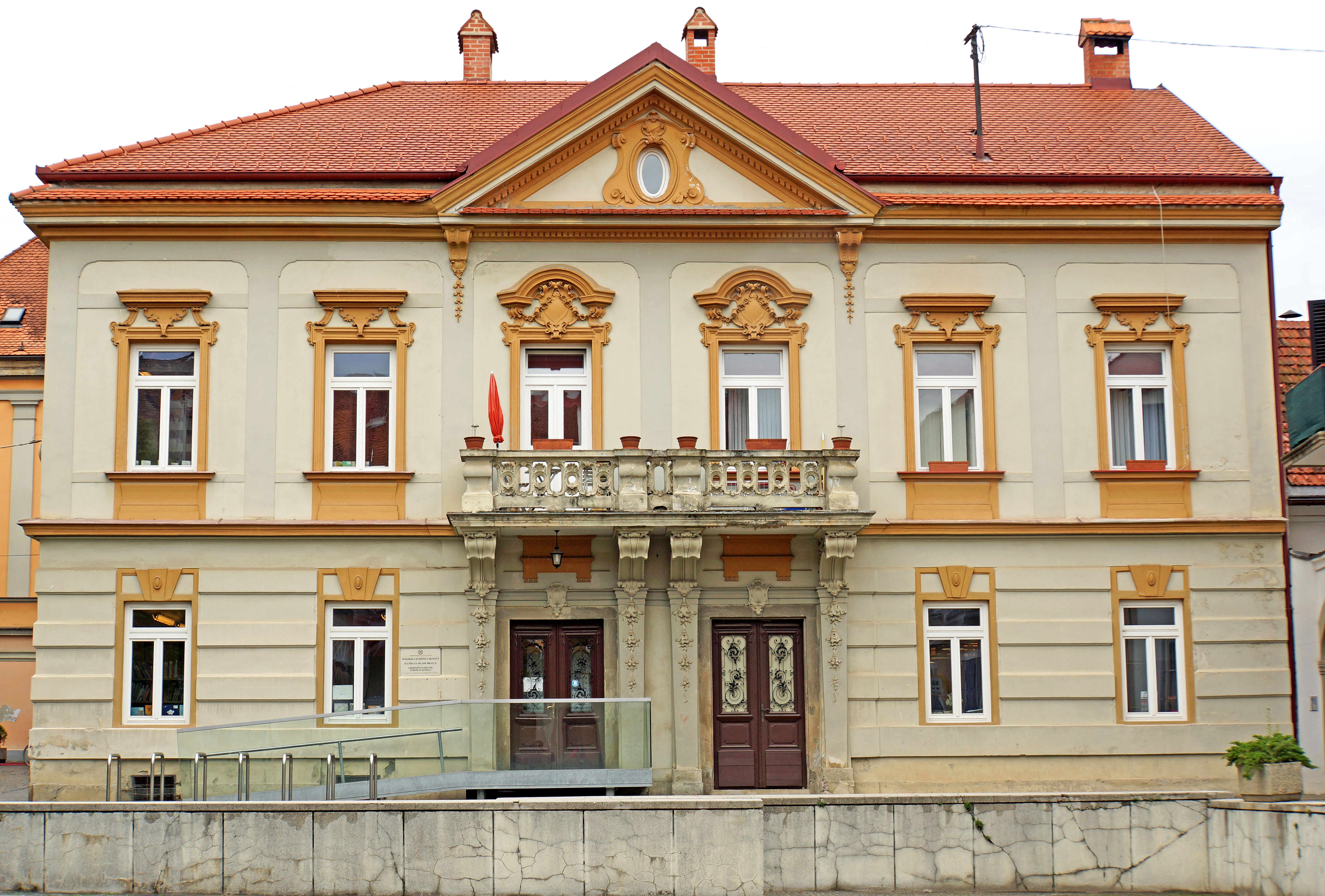
Bibliotheksgebäude am Rathausplatz

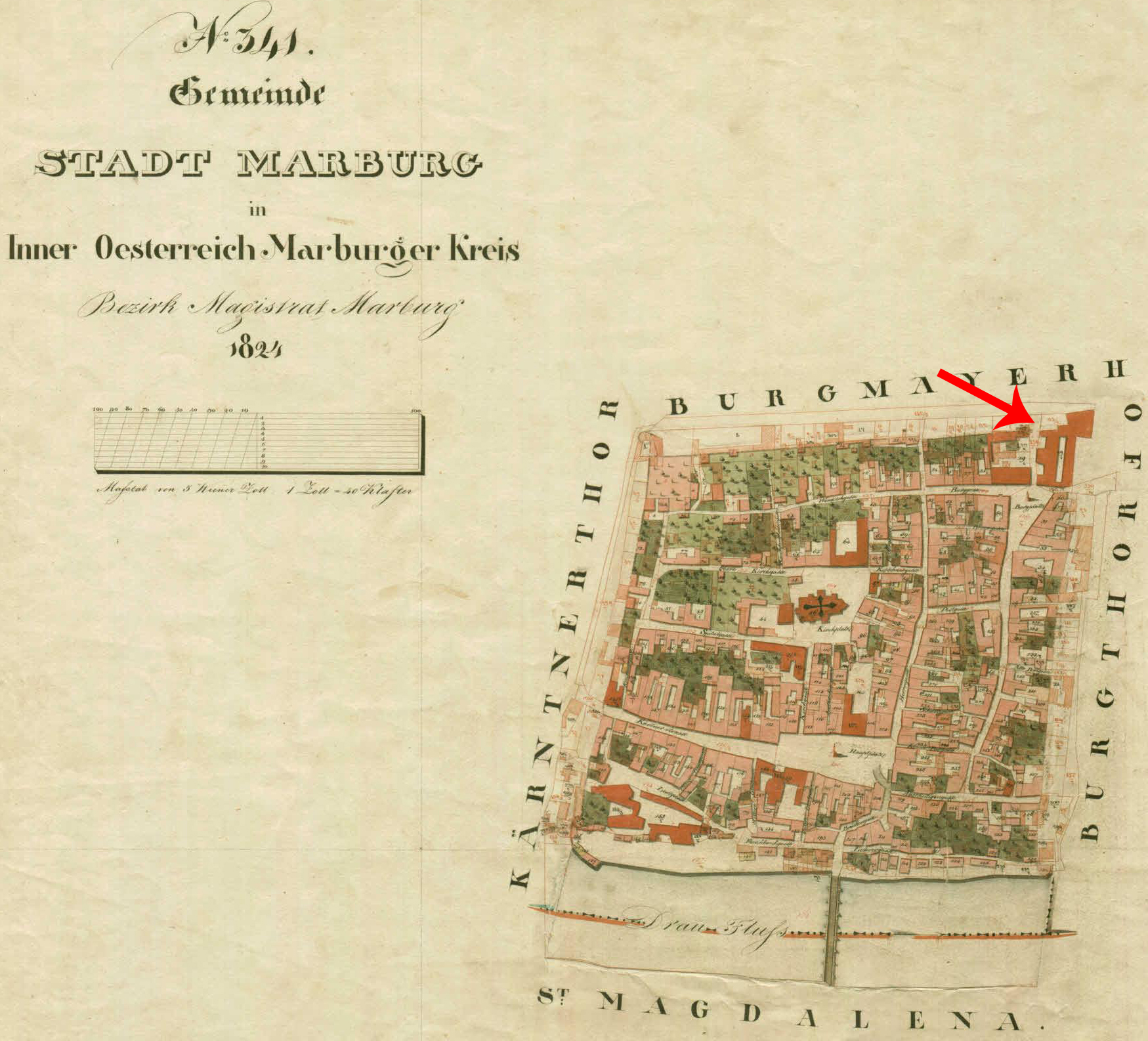
Der Rathausplatz auf dem Stadtplan Maribor 1824. Gekennzeichnet: die Stadtburg

Rotovški trg (Rathausplatz) ist der Name eines Platzes in Maribor, Slowenien.

## Geschichte
Der älteste Name des Platzes ist Rathaushof aus dem Jahr 1780. 1869 wurde er Mehlplatz genannt, weil dort Mehlverkäufer ihre Verkaufsräume hatten. Das Haus Nr. 3 war früher der Gasthof „zur Mehlgrube“. 
1876 und erneut im Jahr 1941 erhielt er den Namen Rathausplatz. Im Jahr 1919 und im Mai 1945 wurde der Name in die slowenische Bezeichnung Rotovška trg geändert.

## Lage
Der Platz liegt direkt hinter dem Mariborer Rathaus an der Nordseite des Hauptplatzes in der Altstadt von Maribor im Stadtbezirk Center. Der einzige Zugang für Fahrzeuge führt von der Südostseite des Domplatzes auf den Platz. Fußgänger können den Platz zusätzlich über den Durchgang durch das Rathaus erreichen.

## Bauwerke und Einrichtungen
- Rathaus (slowenisch Rotovž) an der Südseite des Platzes
- Öffentliche Bibliothek Maribor[4] an der Nordseite des Platzes